# História de Americana

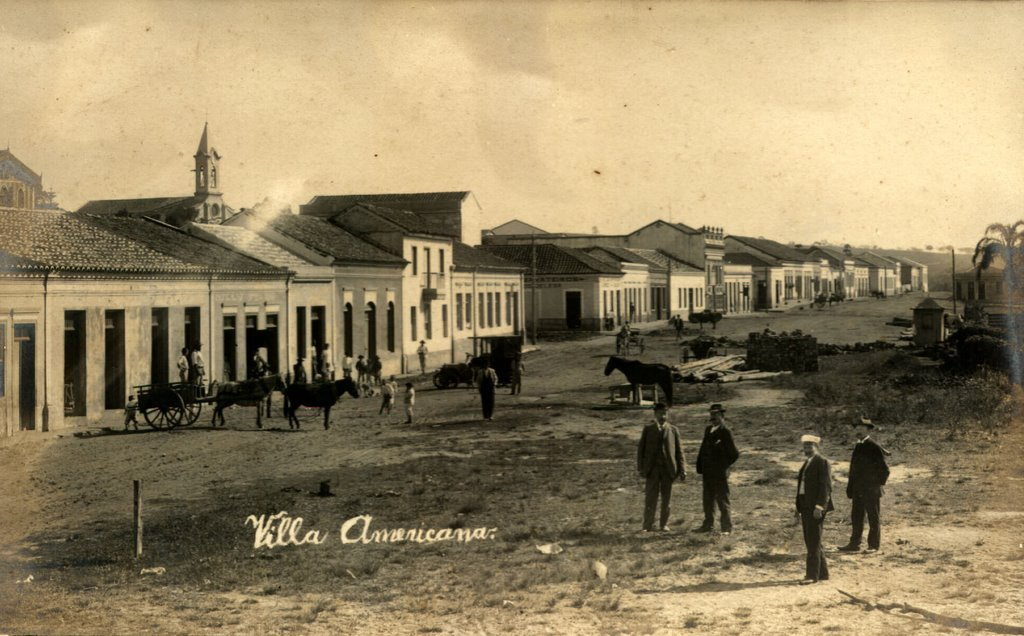
A Villa Americana em 1906.

A História de Americana tem início nas últimas décadas do século XVIII, com a ocupação do território por grande fazendas. A fundação da Fazenda Salto Grande, imigração dos confederados e depois dos italianos, o surgimento da estação de trem, a família Müler e a Tecelagem Carioba, são alguns dos principais pontos de sua história.

## Séculos XVIII e XIX
- Primeiras ocupações

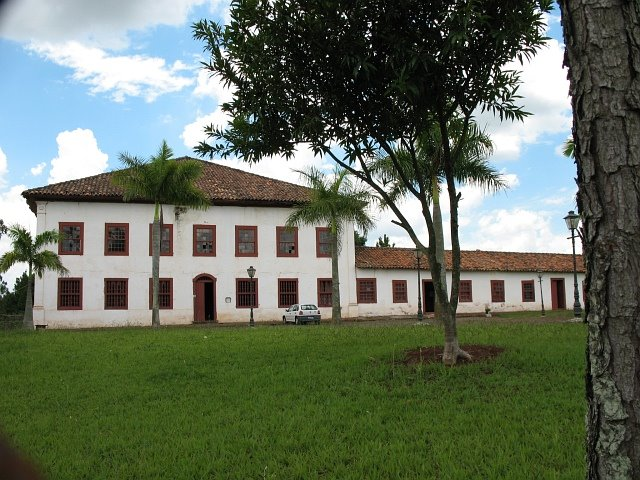
Foto atual do Casarão.

Os primeiros registros sobre a ocupação do território de Americana datam do final do
século XVIII, quando Domingos da Costa Machado I, Antônio Vieira da Silva Pinto, João Antunes e Agostinho Luiz Ribeiro obtiveram glebas do governo português sob o sistema de sesmaria. Estas terras compreendiam as regiões de Vila Nova da Constituição, hoje Piracicaba, que mais tarde deu origem a Santa Bárbara e a São Carlos, a Campinas atual, sendo a divisa entre estes dois municípios o Ribeirão Quilombo, os prédios e propriedades aquém do ribeirão pertenciam a Santa Bárbara e os situados além dele eram de Campinas.
Os beneficiários das terras não cultivaram e não povoaram esta região, até que em 1799, João Manuel do Amaral, vendeu parte da propriedade ao guarda-mor Manuel Teixeira Vilela. O texto oficial nos diz:
| “ | um quarto de légua de testada, principiando do Salto Grande do dito Rio Atibaia, correndo por ele acima, com mais uma posse de terras na barra dos ditos rios até sobre o dito salto" (…) da qual davam quitação, ao guarda-mor Manuel Teixeira Vilela, em 1798, que teve escritura lavrada apenas em 2 de novembro de 1809 | ” |

Teixeira Vilela era mineiro, por isso construiu a casa-sede de sua fazenda inspirada nas construções coloniais de sua terra natal, sendo o Casarão do Salto Grande uma das únicas e mais antigas construções deste tipo na região. Sua construção foi concluída em 1810 e o projeto de restauração está em andamento, sendo prevista sua conclusão em 2010, quando será comemorado o bicentenário desta construção.
Além da Fazenda Salto Grande, a região onde hoje é o território de Americana era formada pelas Fazendas Machadinho e Palmeiras. A Fazenda Machadinho, é onde o povoado que deu origem a Americana foi formado. Esta fazenda passou por vários proprietários, sendo vendida por Domingos da Costa Machado II para Antônio Bueno Rangel. Após a morte deste, ela foi dividida entre seus filhos José e Basílio Bueno Rangel, tendo parte dela posteriormente sido vendida ao capitão da Guarda Nacional Ignácio Corrêa Pacheco.
- A chegada dos confederados

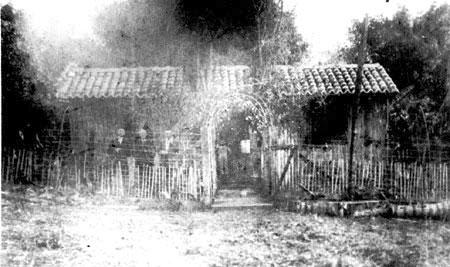
Casa da Família Norris.

A Guerra Civil Americana foi a mais sangrenta, com maior número de baixas e a mais destruidora guerra da história dos Estados Unidos da América. As famílias sulistas foram as mais afetadas, tendo suas propriedades e suas próprias vidas reduzidas a cinzas. Fora as perdas materiais, a perseguição e discriminação que se seguiu contra a população confederada, os fez obrigados a buscar uma melhor condição de vida, e se tinham que recomeçar do zero, que fosse num lugar melhor. Essa fuga consistiu no maior êxodo populacional da história dos Estados Unidos.

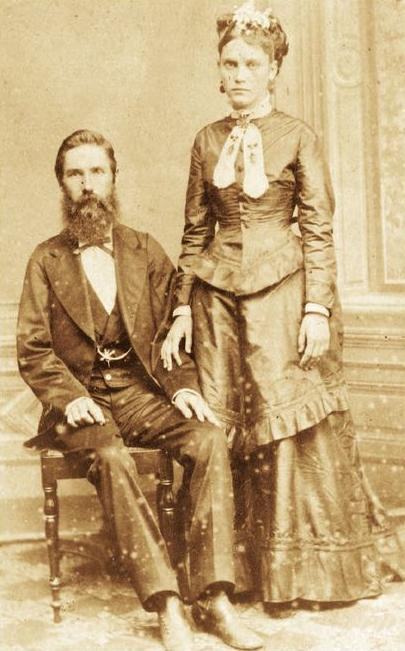
Joseph Whitaker e Isabel Norris.

Atraídos pelo bom clima, pelas terras férteis e pelas inúmeras fazendas da região, os imigrantes confederados começaram a povoar as terras da Vila de Santa Bárbara. O primeiro a chegar foi o advogado e ex-senador pelo estado do Alabama Cel. William Hutchinson Norris, que se instalou em terras próximo a casa sede da Fazenda Machadinho e do Ribeirão Quilombo. Em 1867 o resto de sua família chega ao Brasil acompanhado de dezenas de outras famílias de confederados.
Não é creditado aos confederados a fundação de Americana, mas sua contribuição para o progresso da cidade e da região é indiscutível. Estas famílias instalaram-se em vários pontos da região, fundando colégios, trazendo novas técnicas de cultivo, como o arado e a espécie de melancia conhecida como "Cascavel da Geórgia", que foi por muito tempo o principal produto de venda de Americana.
- Surge uma vila

A data de quando as primeiras construções do povoado surgiram, até hoje é desconhecida pelos historiadores, mas sabe-se que o marco fundamental para o surgimento de Americana foi a fundação da Estação de Santa Bárbara.
O governo imperial continuava com seu projeto de expansão das linhas de trem para melhor escoar a produção das fazendas do interior para o Porto de Santos. O prolongamento da linha-tronco da Cia. Paulista de Estradas de Ferro de Campinas até a cidade de Rio Claro estava sendo construído, e seu traçado passaria por onde hoje é o centro de Americana, sendo prevista a construção de uma estação no local, para atender as inúmeras fazendas existentes na região de Santa Bárbara e Campinas. A estação começou a ser construída nas terras da Fazenda Machadinho, ao lado do Ribeirão Quilombo e defronte com a casa-sede desta fazenda. Muitos dos confederados que moravam na região também trabalharam na instalação dos trilhos e na construção da estação.

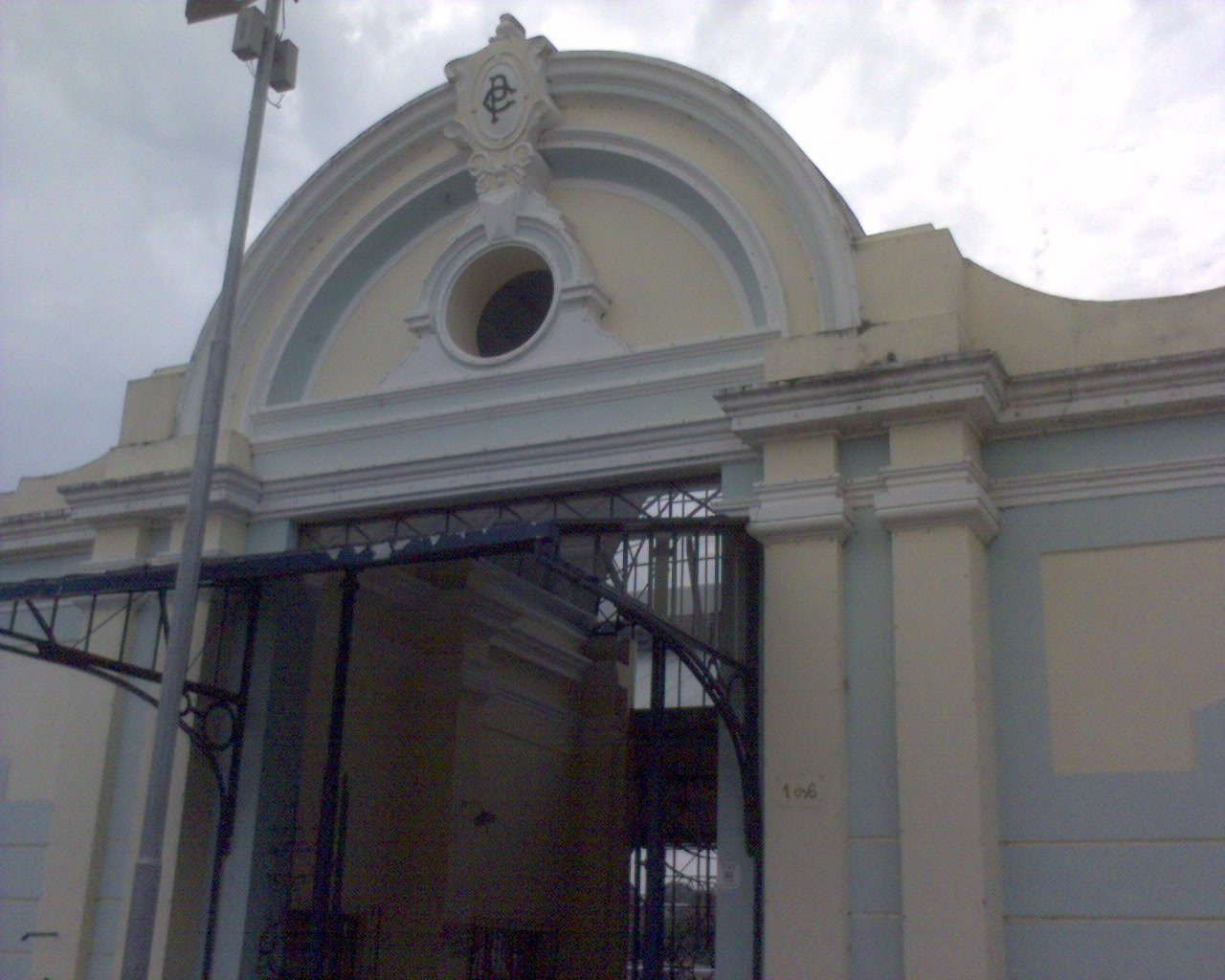
Foto atual, hoje "Estação Cultural" de Americana.

Os trabalhadores da ferrovia formaram acampamentos e houve uma grande movimentação de pessoas na região, onde antes só havia alguns sitiantes confederados. Estes logo aproveitaram para vender seus produtos do campo para as pessoas que lá trabalhavam, iniciando-se assim, as primeiras manifestações comerciais na região. Logo o Capitão Ignácio Correa Pacheco decide lotear parte de suas terras, formando assim o primeiro núcleo habitacional de Americana.
A estação é finalmente inaugurada no dia 27 de agosto de 1875, com a presença do Imperador Dom Pedro II e do Conde d'Eu, marido da Princesa Isabel, sendo batizada de "Estação de Santa Bárbara", pois estava nas terras deste município. Como reconhecimento da importância da estação para o surgimento da cidade, o aniversário de Americana é comemorado no dia 27 de agosto. Por sua participação direta no surgimento do povoado, é considerado o Capitão Ignácio Correa Pacheco seu fundador. É creditado também a Basílio Bueno Rangel participação nos esforços para o surgimento do povoado, sendo dado a ele o título de co-fundador.
- Imigração Italiana

Em 8 de outubro de 1887, chegou ao Brasil Joaquim Boer, chefiando uma grande comitiva de imigrantes italianos, que passou a residir na Fazenda Salto Grande, que na época era de propriedade de Francisco de Campos Andrade. Construíram a primeira Igreja Católica de Americana em meados de 1896, quando foi rezado uma missa em homenagem a Santo Antônio, que se tornou padroeiro da cidade. Esses imigrantes contribuíram muito para o desenvolvimento da vila, pois eram agricultores excepcionais.
Todo ano no dia 13 de Junho era organizada uma grande festa em homenagem a Santo Antônio na vila, inclusive com grande queima de fogos organizada por Vicente Ardito. Era uma festa muito tradicional que atraia pessoas de toda região.  
- Vila dos Americanos

O nome do povoado surgiu de forma natural, pela consagração popular, que ao parar naquela estação, vendo a presença constante de confederados na pequena vila, com sua língua estranha e incompreensível para a época, logo aquele lugarejo ficou conhecido como Villa dos Americanos
O século XIX terminou com um importante passo para a construção da identidade cultural de Americana, e tudo começou com um simples problema postal. Os moradores da vila ao se corresponderem por cartas davam como endereço "Villa da Estação de Santa Bárbara", não sendo poucas as vezes que isso causou o engano das correspondências serem entregues na "Villa de Santa Bárbara", 10 quilômetros distante da pequena estação. Com o intuito de resolver este problema o nome da estação foi mudado no ano de 1900 para "Estação de Villa Americana", oficializando também, o nome daquele povoado como Villa Americana.

## Século XX
- A disputa pelo território

Um acordo entre as câmaras municipais de Piracicaba e Campinas, firmado em 6 de fevereiro de 1833, estabelece que a divisa entre os municípios de Santa Bárbara d'Oeste e Campinas ficava um pouco aquém do Ribeirão Quilombo. Mesmo tendo o conhecimento da lei, Campinas autoriza a construção da "Estação de Santa Bárbara", em seu território. Santa Bárbara passa então a controlar a vila que surgiu ao seu redor, fazendo algumas melhorias e cobrando impostos, já que mesmo estando no território do município vizinho, a estação ferroviária lhe pertencia.
O crescimento do tráfego ferroviário, com trens diários para Campinas e para São Paulo, provocaram um contato maior com o município de Campinas devido a maior facilidade de transporte, uma vez que para Santa Bárbara, embora mais perto, o transporte era feito por tração animal. Então, aos poucos o polo de interesses dos vilamericanenses foi mudando. Por volta do ano de 1896, a câmara municipal de Campinas, atendendo ao apelo dos moradores da vila, passa a proceder o lançamento e a cobrança de impostos dos seus habitantes, exercendo assim atos administrativos na vila. O município de Santa Bárbara, por se julgar ferido em seus direitos, continua a proceder com a cobrança destes mesmos impostos.
Então, Campinas entrou com um recurso no Conselho legislativo do estado, argumentando que os limites fixados na lei de 1833 incluíam a vila dentro do município de Campinas, e os barbarenses lutavam pela anulação desta lei, alegando que os limites não eram suficientemente claros em seus termos. Enquanto a questão permanecia sem solução, os moradores da vila estiveram em situação difícil com os dois executivos exercendo ações administrativas e cobrando os mesmos impostos. A questão pode ser melhor entendida pela transcrição do texto enviado por Basílio Bueno Rangel, em 1900, a seção livre do "Diário de Campinas":
| “ | É Incrível! Fui vítima de um abuso inqualificável. O célebre juiz de paz de Santa Bárbara, Joaquim Veríssimo Oliveira, acompanhado de capangas e soldados com armas embaladas entraram em minha casa, levando toda mobília que guarnecia minha sala de visitas e mais alguns objetos, isto a título de eu não ter pago para a Câmara de Santa Bárbara um imposto inconstitucional, depois de eu ter depositado a importância da mesma nas mãos do Juiz de Paz de Santa Cruz, em Campinas. Villa Americana, campineira, está sendo explorada pela gananciosa câmara de Santa Bárbara, que não possuindo documentos comprobatórios sobre a questão de divisas, experimenta de todos os manejos políticos para ver se prejudica Campinas! Insensatos! Não vêem que é mais fácil um burro voar do que Campinas ceder-lhes um palmo de seu território? Seria uma calamidade se tal acontecesse! Protesto e protestarei contra a execução violenta de que fui vitima em território que não pertence à Santa Bárbara. | ” |

Villa Americana, 7 de março de 1900
Basílio Bueno Rangel
A solução foi dada em 30 de julho de 1904, quando o poder executivo estadual criou pela lei nº 916, o Distrito de Paz de Villa Americana, dentro do município de Campinas. Mesmo tendo passado mais de um século que esta disputa foi resolvida, pode-se ver até hoje um resquício deste evento na população local, por meio de uma rivalidade entre os municípios que persiste até os dias de hoje.
- A visita de Elihu Root

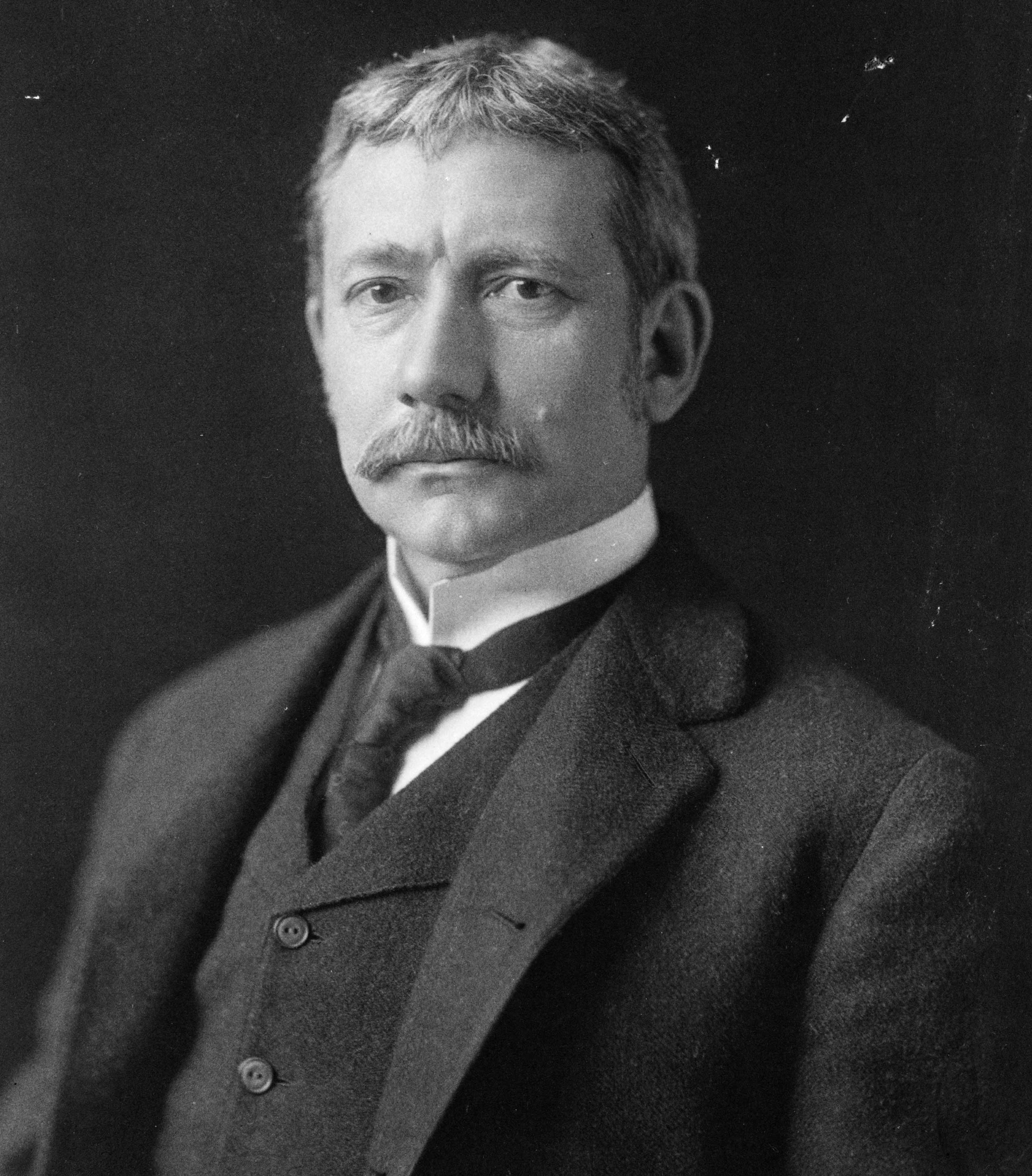
O secretário de governo americano Elihu Root.

Em 1906, dois anos após a criação do Distrito de Paz de Villa Americana, aconteceu um dos mais marcantes fatos da história do município. Estava acontecendo no Rio de Janeiro a Conferência Panamericana, presidida pelo ilustre secretário de Governo americano Elihu Root. Depois de presidir a conferência, o secretário de governo foi convidado a visitar uma fazenda de café em Araras. Veio de navio para Santos e na estação dessa cidade, tomou um trem especial da Cia. Paulista, descendo na estação de Guabiroba (depois rebatizada como estação Elihu Root), um pouco além da estação principal de Araras, para visitar a Fazenda Santa Cruz.
Durante a viagem, Root foi informado da existência da Villa Americana, e mostrou interesse em conhecê-la. Depois de terminado todos os compromissos na volta de sua viagem, ele desembarcou na estação de Villa Americana e foi recebido com grande emoção por americanos e descendentes. Como a localidade ainda não tinha energia elétrica, as centenas de americanos que foram recebê-lo levavam tochas, que na noite escura, formavam uma visão impressionante. Root emocionou-se a ponto de chegar às lágrimas. Isto e a conversa que se seguiu geraram para ele uma lembrança da qual ele nunca se esqueceu, até sua morte, em 1937.
- Carioba e a Família Müller

Em 1901 a fábrica é comprada pelo alemão Franz Müller, em associação com seu irmão Hermann Theodor, e com o capitalista inglês Rawlinson, e passa a ter como razão social Rawlinson Muller & Cia. A intenção inicial do Comendador Müller e de seus associados, era de recolocar a fábrica em funcionamento para em seguida vendê-la; mas especialmente o Comendador Müller ficou muito encantado com a beleza natural do lugar, situado na confluência do Rio Piracicaba com o Ribeirão Quilombo. Então, envolta da casa sede, o Comendador manda construir casas para seus filhos, e lá se instala com toda sua família em 1902. Foram meses de árduo trabalho até a recuperação da fábrica. Além disso também ampliaram a Vila Operária dotando-a de toda infraestrutura necessária aos operários. Com a necessidade de uma fonte de energia mais potente para expandir a fábrica, o Comendador compra em 1907 a Fazenda Salto Grande, onde constrói a hidrelétrica que fica pronta em 1911, fornecendo energia elétrica não apenas para a fábrica e os empregados, como também para a Vila Americana, Santa Bárbara, Sumaré, o então distrito de Nova Odessa e Cosmópolis. Foi nesse período que a família adotou o sobrenome Müller Carioba, oficializado na década de 1930.
A Vila Operária de Carioba era encantadora desde sua entrada. O famoso túnel de bambus, sombreado e acolhedor da estrada de acesso era o que primeiro se via. Lá foram construídas 287 casas para os empregados e suas famílias seguindo a arquitetura alemã. O esmero dos moradores com o jardim da frente e a horta dos fundos era uma exigência da administração. Havia luz elétrica, água encanada, esgoto, coleta de lixo. A água fervida na tinturaria passava por tratamento antes de ser despejada no rio. As ruas do bairro foram as primeiras do país a receber asfalto. Tinha escola para as crianças, biblioteca, igreja, açougue, padaria, farmácia, bares, restaurante, cinema, clube de regatas, campo de futebol, salão de danças, bandas de música, grupos de teatro. Tinha hotel e pista com hangar para aviões e o parque recreativo ficava aberto para o piquenique dos turistas. Os Müller acreditavam que era necessário um desenvolvimento harmônico entre o capital e o trabalho, isso se refletiu na infraestrutura da Vila Carioba.
Na Fazenda Salto Grande, a produção de algodão era integrada a fabricação do tecido, sendo um exemplo de industrialização vertical já no início do século XX. A tecelagem era conveniada ao Instituto Agronômico de Campinas, para o desenvolvimento de sementes de algodão, milho e feijão, e produzia feno para a pecuária de leite. Estes produtos eram usados também para o abastecimento da Vila Operária. Em 1919 fabrica de Carioba produziu 7 milhões de metros quadrados de tecidos de algodão. Empregava, então, 720 operários, na maioria imigrantes italianos, que moravam em 215 casas; o número de empregados chegou a 2.000 em 1939. Em 1920 o Comendador Franz Müller falece e sua tarefa é continuada por seus filhos. Era tão querido e respeitado, que o busto dele foi encomendado pelos próprios operários. Este busto originalmente ficava na praça da Vila Carioba, hoje se encontra na praça que leva seu nome, no centro de Americana.
Seu filho Hermann Müller assumiu a gerência da fábrica, que graças a suas habilidades para o negócio, atingiu assombrosa prosperidade sob sua administração. Hermann também teve grande participação na vida política de Americana, sempre lutando pelo desenvolvimento da cidade. A década de 1930 foi o auge do desenvolvimento de Carioba, que começou logo em seguida a sentir o aumento da concorrência. Nesta época eclode a Segunda Guerra Mundial e o Brasil entra em estado beligerante contra as nações do eixo. O governo getulista então, impõe restrições a todos os imigrantes e descendentes de italianos, japoneses e alemães. Com a concorrência cada vez maior, e dificuldades em conseguir empréstimos para continuar seu negócio, Hermann se vê obrigado a vender a fábrica.
- A emancipação

Após a elevação da vila à categoria de distrito, viu-se um rápido desenvolvimento. Criou-se o primeiro serviço policial, uma sub-prefeitura, a primeira iluminação pública feita com três lampiões de querosene trazidos da Alemanha e a criação da primeira escola oficial com o envio do Prof° Silvino José de Oliveira pelo estado. Todos estes feitos foram criando as condições necessárias para que seus moradores começassem a lutar pela sua emancipação. No ano de 1922, Villa Americana era um dos distritos de paz mais progressistas de Campinas, e tinha uma população de 4500 habitantes. Neste ano iniciou-se a luta política pela emancipação, encabeçada por Antonio Lobo e outros como o tenente Antas de Abreu, Cícero Jones e o próprio Hermann Müller. O trabalho destes e de tantos outros moradores da vila finalmente deu frutos. Em 12 de Novembro de 1924, foi criado o Município de Villa Americana, composto de dois distritos: o de Villa Americana e o de Nova Odessa que mais tarde dera origem ao município de Nova Odessa.
- Revolução Constitucionalista

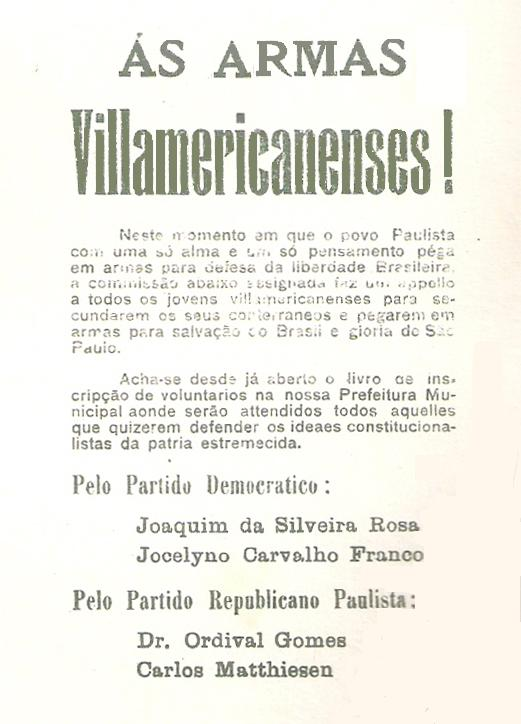
Folheto convidando os jovens villamericanenses a pegarem em armas.

Na época do advento da ditadura varguista em 1930, Villa Americana vivia uma fase de profundo crescimento principalmente na indústria têxtil. Em 1932 durante a administração do prefeito Antonio Zanaga, eclode a Revolução Constitucionalista contra o regime vigente. Vários jovens de Villa Americana foram voluntários nesta guerra. Três deles, Jorge Jones, Fernando de Camargo e Aristeu Valente (este último de Nova Odessa; então parte de Americana) acabaram tombando em Monte Sião e hoje são considerados heróis em Americana e Nova Odessa.
Em 1938, ainda na gestão do prefeito Antonio Zanaga, a cidade, devido ao grande crescimento, abandona o nome de Villa e passa a se chamar apenas Americana. A década de 1930 foi o auge do desenvolvimento econômico de Americana, que passou a ser conhecida como a capital do Tecido Rayon. O progresso e o desenvolvimento acentuado na segunda metade do século XX provocou a criação da Comarca de Americana, durante a administração do prefeito Jorge Arbix em 31 de dezembro de 1953. Em 1959 na administração do prefeito Abrahim Abraham Nova Odessa é emancipada tornando-se um município autônomo de Americana.
- Últimas décadas

As décadas de 1960 e 1970, foram marcadas pelo rápido desenvolvimento da cidade, fazendo com que muitas pessoas viessem a procura de emprego e moradia. Como o território do  município é pequeno ele não comportou esse crescimento, e essas pessoas só tiveram a opção de se estabelecer na divisa entre os municípios de Santa Bárbara d'Oeste e Americana, gerando o fenômeno de conurbação no local e dando origem a região conhecida como Zona Leste de Santa Bárbara. Esse fenômeno ocorreu também pelo fato de que a maioria da população desconhecia onde terminava um município e começava outro. Isso se dava porque o limite dos municípios ainda não estava totalmente fixado. O problema foi resolvido e a divisa das cidades foi finalmente fixada, tendo como limite a avenida que corta a região, que recebeu o nome de Avenida da Amizade.
A década de 1990 foi marcada pela crise no setor têxtil, do qual a cidade sempre dependeu muito. A principal causa da crise foram as importações de tecidos de baixo custo, criando uma concorrência desleal com as tecelagens brasileiras. A crise só não foi pior porque a cidade já passava por um processo de diversificação da economia, processo que aumentou nos anos seguintes. Hoje, apesar de a indústria têxtil ainda ter presença marcante, a cidade se destaca em outros setores de produção, como metalúrgico, químico e alimentício; os serviços também crescem.